# Черађето (Лука)
Черађето је насеље у Италији у округу Лука, региону Тоскана.
Према процени из 2011. у насељу је живело 145 становника. Насеље се налази на надморској висини од 823 м.